# Сага о Хаконе Добром
«Сага о Хаконе Добром» (исл. Hákonar saga góða) — произведение средневековой исландской литературы, созданное в XIII веке. Одна из «королевских саг», вошедших в сборник «Круг Земной», который традиционно приписывают Снорри Стурлусону. Рассказывает о Хаконе Добром, правившем Норвегией в 933/35 — 960/61 годах.

## Содержание
Главный герой саги — один из сыновей Харальда Прекрасноволосого Хакон Воспитанник Адальстейна (Хакон Добрый). Находясь в Англии, он узнаёт о смерти отца и отправляется в Норвегию, чтобы стать конунгом вместо единокровного брата, Эйрика Кровавой Секиры. Его власть признают участники тинга в Трандхейме, а потом и жители Упплёнда. Эйрик бежит из страны, позже погибает в Англии, но его сыновья продолжают борьбу с Хаконом. В бою с одним из них Хакон и погибает. Перед смертью он передаёт власть племянникам.
Согласно анналам, Хакон приплыл в Норвегию в 933, 934 или 935 году, а умер в 960 или 961 году. Некоторые исследователи предлагают другие датировки.

## Мнения учёных
Автор саги использовал в своей работе более ранние произведения того же жанра — предыдущий вариант саги о Хаконе Добром, «Сагу о Хладирских ярлах», «Сагу об оркнейцах», «Красивую кожу», «Обзор саг о норвежских конунгах». Кроме того, его источниками были скальдические стихи — в частности, поэма Эйвинда Погубителя Скальдов «Речи Хакона», представлявшая собой поминальную песню о конунге.
Исследователи констатируют, что автор саги изображает Хакона Доброго как идеал конунга: это доблестный воин, заботившийся о законах и уважавший старые обычаи, давший Норвегии мир и благополучие. Сформулированное в саге мнение современников Хакона о том, что «такого доброго конунга, как он, уже не будет в Норвегии», трактуется как данная пост-фактум оценка всего будущего королевской династии. Важную роль в сюжете играет вдова Эйрика Кровавая Секира Гуннхильд Мать Конунгов, изображённая как властная женщина и возбудительница распрей.